# 橋立丸
橋立丸（はしだてまる）は、日本海洋漁業統制株式会社（後に日本水産、現・ニッスイ）が太平洋戦争中の1944年に建造した戦時標準船仕様のタンカー。戦後、捕鯨母船へ改装されて南極海での捕鯨や石油輸入に従事し、日本の戦後復興に貢献した。

## 太平洋戦争

### 建造
本船は、太平洋戦争における日本の第1次戦時標準船のうち大型タンカー規格である1TL型戦時標準船の18番船として、川崎重工業神戸造船所で建造された。1944年（昭和19年）5月10日に起工、173日間で竣工に至っている。1TL型戦時標準船のうち戦時中に竣工したものとしては最終にあたる。船名は天橋立に由来し、船主の日本水産（戦時中は日本海洋漁業統制）が所有する石油タンカー「厳島丸」（戦前建造の川崎型油槽船）および「松島丸」（2TL型戦標船）と合わせて日本三景にちなむ船名が揃っている。
1TL型戦標船は川崎型油槽船相当の補給艦などに転用可能な高性能タンカーで、主機関へ生産能力に比較的余裕がある蒸気タービンエンジンを採用し、船体のシアー（舷弧, 船首・船尾の反り上がり）を曲線ではなく直線で構成するなど若干の簡易化を施した設計となっている。1TL型の後期建造船である本船は初期に起工された船とは細部に違いがあり、初期には単脚型だった2本のマストが補給艦としての運用に便利な門型に変更され、船尾構造物後端に自衛武装用の角型砲座が設置されるなどしている。各種の自衛用火器のほか、魚雷撃退用の防雷網展開ブームや、レーダー逆探知用の電波探知機なども装備された。

### ヒ81・82船団
1944年11月14日、「橋立丸」は、最初の航海としてヒ81船団（輸送船10隻・護衛艦7隻）へ加入してシンガポールへ石油の積み取りに向かうことになった。船団は途中で輸送船2隻と護衛の空母「神鷹」が撃沈されたものの、「橋立丸」は12月4日にシンガポールへ無事に到着した。「橋立丸」はさっそくガソリンを満載すると、同様にヒ81船団で到着したタンカー2隻および新規加入のタンカー2隻とともにヒ82船団（輸送船5隻・護衛艦4-5隻）を編成、12月12日に日本へと出航した。ヒ82船団はインドシナ半島沖でアメリカ潜水艦「フラッシャー」の猛攻を受け、同月22日に「音羽山丸」「ありた丸」「御室山丸」が撃沈された。逃げのびた「橋立丸」は積荷のガソリンを台湾の守備隊用に回すことになり、経由地の高雄でヒ82船団を離脱して荷を降ろした。

### ヒ87船団
荷降ろしを終えた「橋立丸」は、再びシンガポールからの石油輸送任務を命じられた。1945年（昭和20年）1月8日に門司から高雄へ到着したヒ87船団に途中加入すると、10日に高雄を出て南下した。アメリカ海軍第38任務部隊が付近で行動中と判明したため、船団は香港へ退避したが、15日から16日にかけて猛烈な空襲にさらされた。船団は壊滅状態に陥り、「橋立丸」も損傷した。ただし、日本水産の社史では香港ではなく高雄で至近弾により損傷としている。「橋立丸」は護衛艦2隻を伴ってヒ87B船団として航海を続行するよう一旦は指示されたが、ガス爆発による損傷が大きく修理のため日本へ回航することになった。

### ホモ01船団
ホモ01船団（輸送船5隻・護衛艦3隻）へ加入した「橋立丸」は、1945年2月3日に香港を出港。2月11日に杭州湾内北緯30度35分 東経122度00分 / 北緯30.583度 東経122.000度の地点で機雷に接触して小破し、海防艦「粟国」の護衛で船団から離脱した。その後しばらくの行動は不明であるが、3月16日に上海沖で「橋立丸」は貨客船「吉林丸」とモタ02船団またはモタ502船団を組み、駆逐艦「桜」と第二十一号掃海艇の護衛を受けて出航、3月19日に門司へ到着した。
内地に帰りついたものの、すでに戦況の悪化から南方航路は閉鎖されていたため、「橋立丸」は修理の価値がないと判断された。大阪港へ係留され、損傷状態のままで終戦の日を迎えた。

## 戦後

### 捕鯨母船へ改装
終戦後、「橋立丸」にはGHQの日本商船管理局（SCAJAP）によりSCAJAP-X004の管理番号を与えられた。戦後の食糧難の中、農商務省は、大洋漁業（現・マルハニチロ）の働きかけを受けて、鯨肉生産による食糧確保と鯨油輸出による外貨獲得を目的とする南極海での捕鯨再開を計画した。GHQも、小麦の大量提供による食料援助は行っていたが、タンパク質の供給までは手が回らず、援助額を軽減させることが出来るため、天然資源局がこの提案に応じた。大洋漁業に南氷洋捕鯨再開を打診された日本水産は、資産の大半を銀行の管理下に置かれており、巨額の投資を要する捕鯨再開に積極的ではなかった。しかし、農商務省が植木兼吉社長を呼びつけ、鯨肉の公定価格引き上げなどの支援を約束したため出漁を決めた。日本水産は戦前に3隻の捕鯨母船を保有していたが、全て戦没していたため新規に調達の必要があった。そこで、持ち船の「橋立丸」を捕鯨母船に改装することとなった。オーストラリア政府は終戦から1年にもならない敗戦国が1万トン以上の大形船を保有することに反対したが、ジョージ・マーシャル米国務長官が「反対国は日本に1,000万ドルの食料援助をしてもらう」と説得し、GHQは捕鯨母船の建造を許可した。
工事は、戦前に「第三図南丸」など日本水産の捕鯨母船を建造した日立造船が受注し、因島工場で行われた。改装されることになった「橋立丸」だったが、右舷側の第4油槽がガス爆発で膨らんでおり、甲板が波打ち縦隔壁は失われ、機関室が火災で「惨憺たる有様」という状態だった。しかも被雷時の座礁で船底全体が損傷しており、船体全体が斜めに歪んでいるという状態だった。資材不足の上に食糧事情もあり、造船所の工員の効率も上がらなかった。造船所は大阪府に米飯の特別配給を要請して、日本水産の長く使うための良質鋼材の調達要請も黙殺した。10月の出漁に間に合わせるため、配管が走る上甲板から高さ4.3mに解剖甲板を設け、解剖甲板と上甲板の間を鯨油工場とすることにした。鯨油生産設備はクワナーボイラー3基だけに留め、新設した解剖甲板の上になおタンカー時代の配管が露出したままなど各部に不具合が残っていたまた、約200人の工員を乗せるため船首部に居住区を新設し、船尾にスリップウェイを設けるために船体を後方に延長した。

### 南氷洋捕鯨
改装工事は1946年（昭和21年）10月15日に完工し、11月7日、橋立丸船団は第1次南氷洋捕鯨（1946/47年漁期）へ向けて大阪港から出航した。随伴船は、キャッチャーボート5隻と鯨肉を持ち帰るための塩蔵工船「多度津丸」（未成状態の1TL型戦標船を設計変更）、鯨油中積用のタンカー「さんぢゑご丸」（大洋漁業と共同運航）であった。南極海に到着した橋立丸船団は操業を開始したが、「橋立丸」の処理能力が小さいことから成績は低調で、キャッチャーボートの不調も相まって、捕獲頭数はシロナガスクジラ換算（BWU）391.5単位、生産物は鯨油3,700トン・鯨肉10,608トンで、捕鯨関係の利益は1946年の日本水産の売上高の14%にすぎなかった。なお、大洋漁業の「第一日新丸」はクワナーボイラー内部に材料を破砕するための刃を備えるなど相対的に優れた処理能力を有したため、橋立丸船団より149BWU・生産物6千トンも多い成果を挙げ、捕鯨関係の利益は1946年の大洋漁業の売上高の36%にも及んだ。
翌年度の第2次南氷洋捕鯨（1947/48年漁期）も、「橋立丸」は捕鯨母船として船団を率いて南極海へ出漁した。この漁期は荒天が著しく、スリップウェイ新設に伴い設置された船尾が激しく波に叩かれるたびに、船首部と船体中央の中ウインチ室が乗組員が立ってられないほどの首振り状の振動に襲われた。さらに、波浪による衝撃で修復した第4油槽の縦隔壁のリベットが緩み、油が漏れ出した。また、角型になっている箇所にひびが生じていたことから、1948年（昭和23年）7月に日立造船因島工場で改装工事が行われ、主機を三菱長崎製の蒸気タービン機関に換装したほか、スリップウェイ底部に丸みを持たせてひび割れを防止した。
第3次南氷洋捕鯨（1948/49年漁期）以降も次第に陣容も強化され、例えば第3次南氷洋捕鯨での橋立丸船団は塩蔵工船（後に冷凍母船）「多度津丸」・冷凍工船「摂津丸」・中積タンカー「玉栄丸」・1000トン級冷凍船2隻・350トン級キャッチャーボート7隻の本船以下13隻で構成されていた。漁獲成績は、第2次で383BWU、第3次で504BWU、第4次で632BWU、第5次で550BWU及びマッコウクジラと記録されており、GHQの指導もあって鯨油・鯨肉ともに生産の効率化が図られた。しかし「橋立丸」の母船としての能力不足は否めず大洋漁業の第一日新丸船団に比べて成績は不良で、船団長がたびたび交代させられている。
この間、1948年（昭和23年）8月には日本のタンカーとして戦後初めて中東航路へ就航し、イラン産の石油を運んでいる。1950年（昭和30年）9月3日には日立造船築港工場へ係留して整備中にジェーン台風の影響により座礁したが、同年末の第5次南氷洋捕鯨までには復旧されている。また、オーストラリア政府から戦争賠償として本船と「第一日新丸」を譲渡するよう要求があったが、アメリカ合衆国政府の反対により実現を免れた。

### 石油タンカーへ
「橋立丸」の捕鯨母船としての能力不足に悩んだ日本水産は、戦前の持ち船でチューク諸島に沈没している捕鯨母船「第三図南丸」の再就役を計画した。1950年10月から4カ月半がかりで「第三図南丸」の海洋サルベージは成功し、「図南丸」と改称して第6次南氷洋捕鯨（1951/52年漁期）から「橋立丸」に替わって出漁することとなった。
1951年（昭和26年）5月8日、「橋立丸」は飯野海運へ売却された。飯野海運での運用にあたって、8月2日に飯野産業（後の日立造船舞鶴工場）で石油タンカーへの改造工事と共に、B.V.船級取得改造工事を受けた。改造完成後は、イランやバーレーンからの石油輸入に従事した。1957年（昭和32年）7月には、同じく飯野海運が所有していた1TL型戦標船「東亜丸」（10,023トン）の後を追うように内外海運へ譲渡される。その後、廃船になって1960年（昭和35年）4月20日にスクラップとして解体された。

## 姉妹船
戦時標準船1TL型
- あまつ丸（石原汽船）
- 旭栄丸（日東汽船）
- 南邦丸（飯野海運）
- みりい丸（三菱汽船）
- 興川丸（川崎汽船）
- 一心丸（日本油槽船）
- 大峯山丸（三井船舶）
- 清洋丸（国洋汽船）
- 旭邦丸（飯野海運）
- 二洋丸（浅野物産）
- 良栄丸（日東汽船）
- 日邦丸（飯野海運）
- あづさ丸（石原汽船）
- 東亜丸（飯野海運/内外海運）（南号作戦成功）[44]
- 八紘丸（日本油槽船）
- 第二八紘丸（日本油槽船）
- たかね丸（石原汽船）
- しまね丸（石原汽船・特TL型）
- 多度津丸（日本郵船/日本水産）（戦後竣工）[45]
- 大瀧山丸（三井船舶）（特TL型・未成）
- 大橘丸（大阪商船）（戦後大洋漁業が購入し第二天洋丸として竣工。）[44]
- 大邱丸（日本郵船）（特TL型・未成/戦後飯野海運が購入し隆邦丸として竣工。）[46]
- 大社丸（特TL型・未起工）[47]